# بلانكو (مركب)

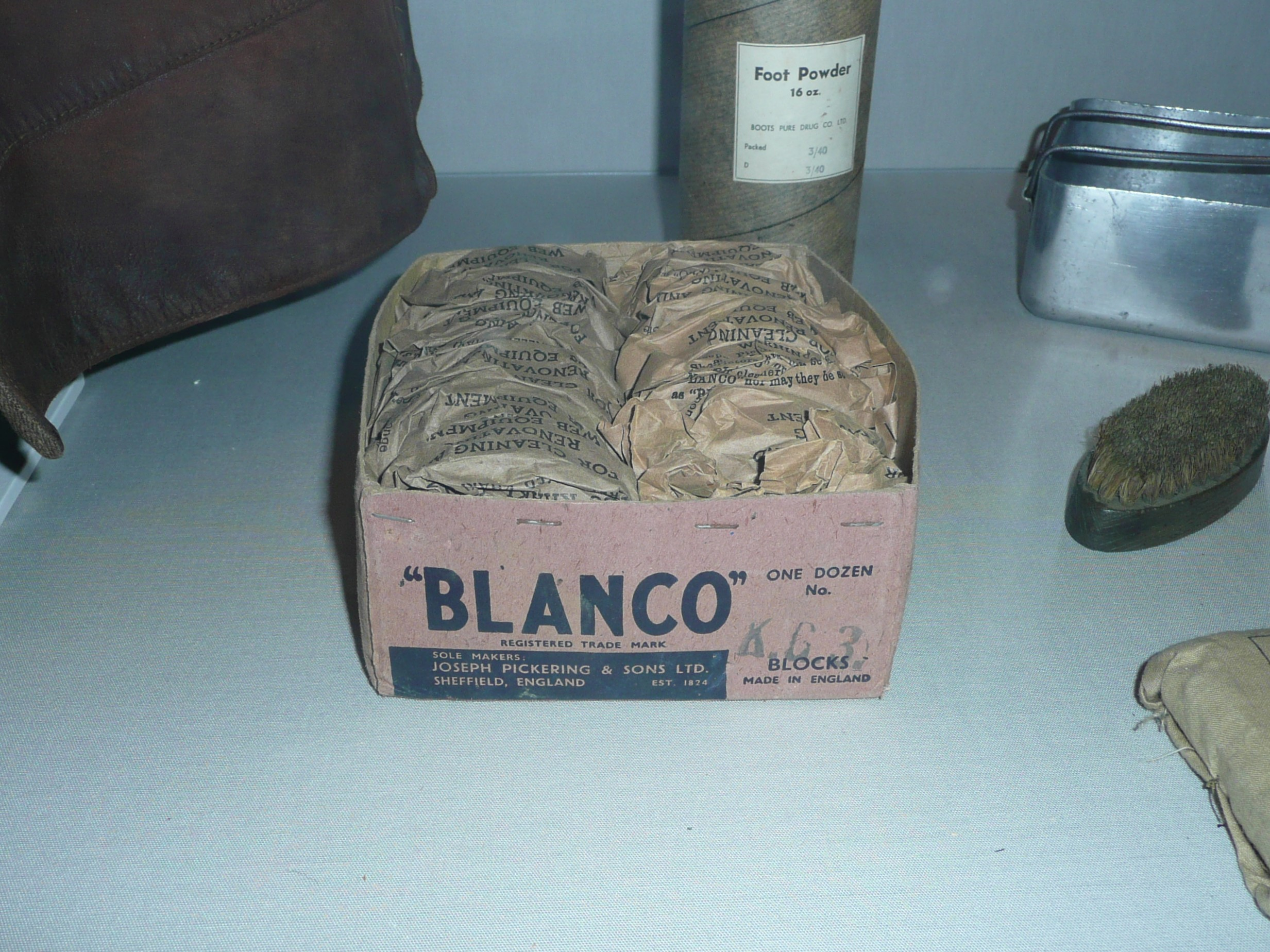
صندق يحتوي على مادة البلانكو

بلانكو هو مركب يستخدمه الجنود في جميع أنحاء الكومنولث بشكل أساسي من عام 1880 فصاعدًا لتنظيف وتلوين معداتهم. تم استخدامه لأول مرة من قبل الجيش البريطاني لتبييض المعدات الجلدية من جلد الغزال Slade Wallace ، وتم تكييفه لاحقًا مع الإصدارات الملونة لاستخدامها في حزام مشاة الويب القطني، نمط 1908. استخدم بلانكو بشكل كبير خلال الحربين العالميتين.

## وصف
جاء بلانكو في البداية إما في شكل مسحوق تصنعه شركة Mills Equipment Company (التي صممت وكانت الشركة المصنعة الرئيسية للشريط الذي تم استخدامه عليه)، أو شكل كعكة مستديرة، مثل الصابون، الذي صنعته شركة Pickerings والذي استخدم الاسم التجاري «بلانكو» وتم استخدامه كمركب تنظيف وتلوين. (تم تصنيع المركب في كندا باسم "Capo".) [2] Capo هو اختصار لـ "Canadian Coloring Compound".
تم استخدام بلانكو بفرشاة وماء، وفركها في مادة قطنية منسوجة لمعدات تحمل الأحمال، للحصول على لون ثابت للمعدات التي يرتديها الجنود في نفس الوحدة، وكطريقة لتنظيف الترس.
أصبحت الكتل الشمعية التجريبية المستطيلة بعد الحرب متوفرة بقدرات أكبر على مقاومة المياه ولكن بعد عام 1954 قدمت شركة Joseph Pickering & Sons Ltd منتجًا معجونًا معلبًا لا يحتاج إلى إضافة الماء ويمكن تطبيقه مباشرة من القصدير. قام مصنعون آخرون بصنع منتجات معجون معلب منافسة حتى الثمانينيات. جاء بلانكو بعدة ألوان مختلفة، وأكثرها شيوعًا هو إما اللون الأصلي رقم 7 (رقم 61 بوف البريطاني)، أو اللون "الكاكي" الذي كان عمليًا ظلًا داكنًا، أو أحد ظلال اللون الأخضر، إما رقم 9. أو البريطاني رقم 3 كاكي جرين. تضمنت الألوان الأخرى الأسود (المستخدم من قبل الفيلق الملكي المدرع وأفواج البنادق لكل عرف فوج)، أبيض (للواجبات الاحتفالية أو رجال الشرطة العسكرية في مهمة مراقبة حركة المرور) أو الأزرق (بواسطة وحدات القوات الجوية)، وهذا الأخير هو الظل المعروف باسم "RAF Blue" "للاستخدام على معدات الويب ذات اللون الأزرق الرمادي لسلاح الجو الملكي البريطاني.

## استخدامه ما بعد الحرب
كان لون بلانكو ما بعد الحرب الذي تبنته وحدة واحدة على الأقل من فوج المظلات (الخامس - الكتيبة الاسكتلندية الخامسة عشرة التي أعيد ترقيمها لاحقًا) كستنائيًا، [بحاجة لمصدر] باستخدام الشكل الشمعي من بلانكو لإضفاء لمسة نهائية لامعة مقاومة للبلى.
مع انخفاض استخدام حزام القطن، واستبداله بالنايلون والمواد الاصطناعية الأخرى، اختفت الحاجة إلى بلانكو ومنتجها التكميلي براسو في صيانة المعدات العسكرية الشخصية.

## تأثير
تم استخدام كلمة «بلانكو» نفسها كفعل، مثل «لتفكيك قطعة من المعدات». عادةً ما يُنظر إلى صيغة الزمن الماضي لـ بلانكو في الطباعة على أنها «بلانكود». يظهر في عبارة «بول بلانكو وبراسو» للإشارة إلى الأساليب المستخدمة لإحضار الزي الموحد إلى حالة طاهرة.